# ألدو بوفي
ألدو بوفي (Aldo Boffi) ، ولد في (ميلانو، 26 فبراير 1915) وتوفي في (26 أكتوبر 1987)، لاعب كرة قدم إيطالي سابق.
لعب مع إيه سي ميلان تسع مواسم سجل خلالها 136 هدف، وفاز بلقب هداف الدوري 3 مرات.

## روابط خارجية
- ألدو بوفي على موقع قاعدة بيانات كرة القدم.إي يو (الإنجليزية)
- ألدو بوفي على موقع ناشيونال فوتبول تيمز (الإنجليزية)
- ألدو بوفي على موقع عالم كرة القدم.نت (الإنجليزية)